# Tracy (Kalifornien)
Tracy ist eine Stadt im San Joaquin County im US-Bundesstaat Kalifornien mit 93.000 Einwohnern (Stand: 2020).
Das Stadtgebiet hat eine Größe von 54,4 km². Tracy befindet sich zwischen den beiden Interstate Highways 5 und 205 sowie der 580.

## Söhne und Töchter der Stadt
- Darrell Larson (* 1950), Schauspieler
- Richard Pombo (* 1961), Politiker